# Žlutý dům (Subotica)
Žlutý dům (srbsky Žuta kuća, maďarsky Sárgaház) je historická budova, která se nachází v centru srbského města Subotica na adrese Štrosmajerova 11. Je kulturní památka velkého významu. Byla postavena v letech 1880 až 1883 podle návrhu architekta Tita Mačkoviće. 
V budově dlouho sídlila spořitelna. Za druhé světové války v ní sídlily okupační složky maďarského státu, nacházela se zde také věznice a mučírna. Později ji využívali i Němci po obsazení Maďarska v roce 1944. Byly odsud připravovány operace proti místním židům. Po skončení války se zde nacházela Státní bezpečnost. Později zde sídlily různé kulturní organizace, dnes je zde umístěna Pedagogická fakulta s maďarským jazykem. Renovována byla v roce 2004.